# Horst Linde

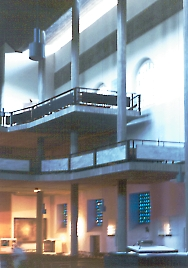
H. Linde: Wnętrze Kościoła Miejskiego w Karlsruhe

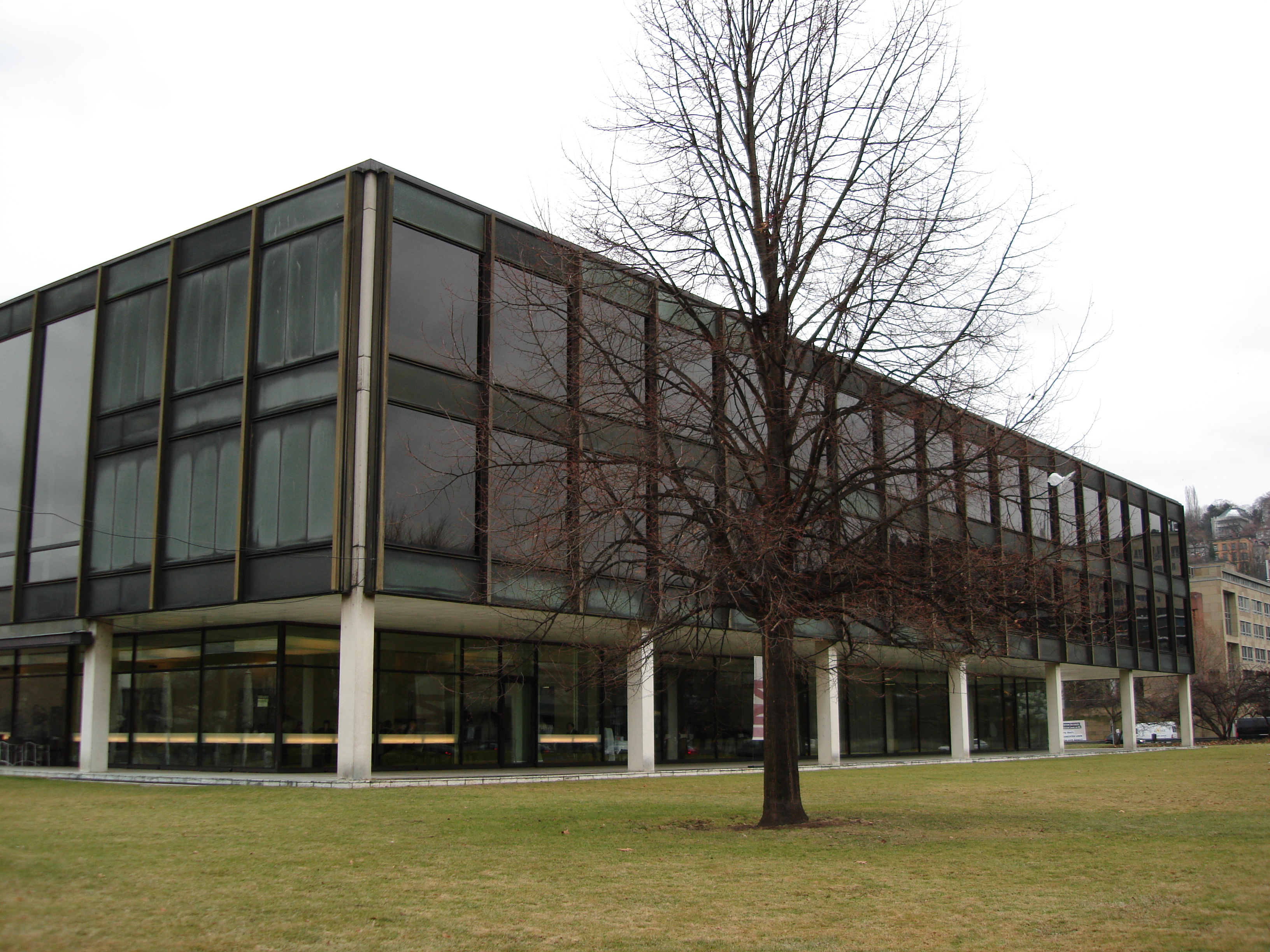
H. Linde: Landtag w Stuttgarcie

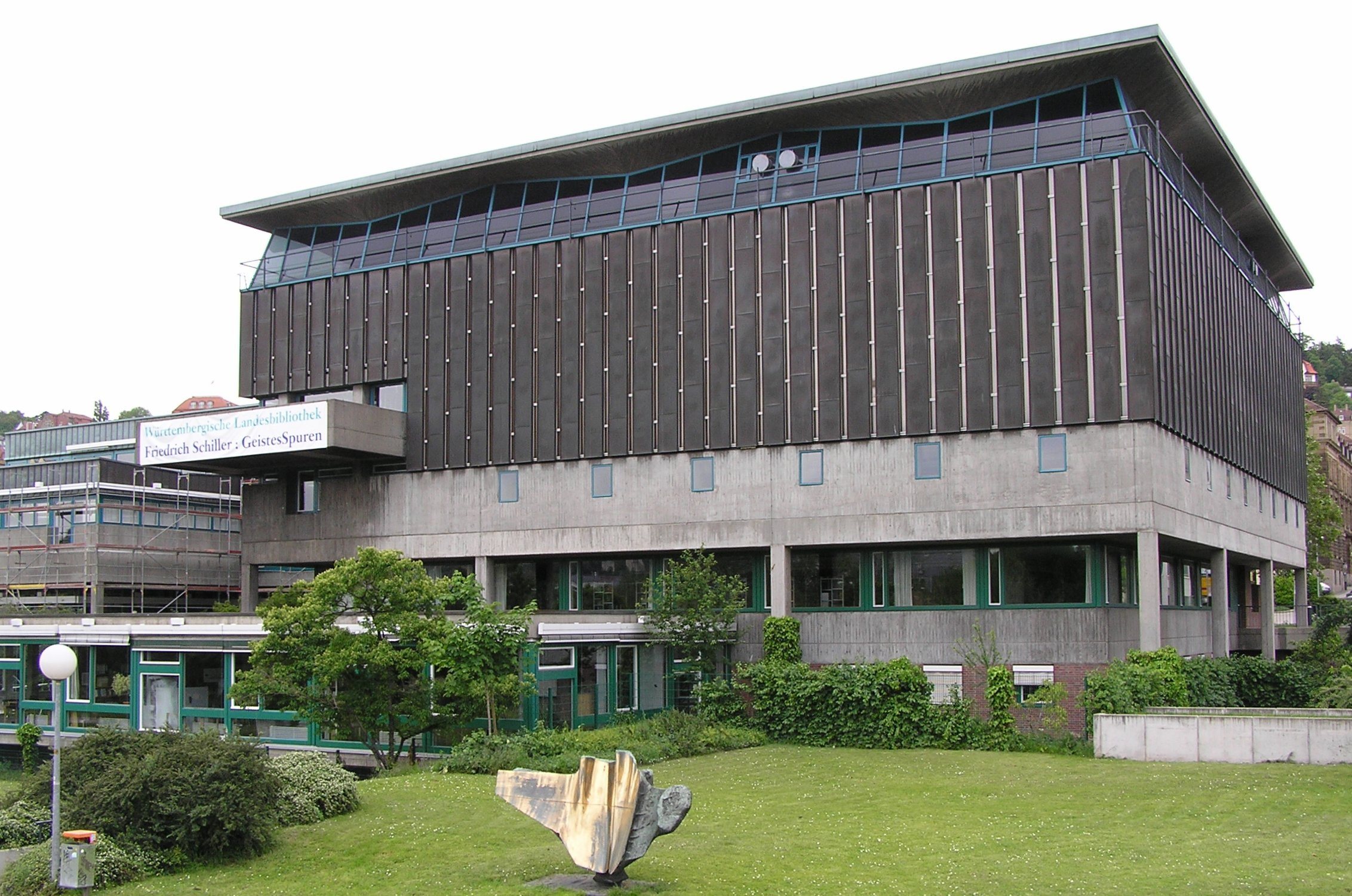
H. Linde: Wirtemberska Biblioteka Krajowa w Stuttgarcie

Horst Eduard Linde (ur. 6 kwietnia 1912 w Heidelbergu, zm. 10 września 2016 we Fryburgu Bryzgowijskim) – niemiecki architekt i urbanista. Linde, jeden z nestorów niemieckiej architektury, był długoletnim wysokim badeńsko-wirtemberskim urzędnikiem państwowym oraz nauczycielem akademickim w Stuttgarcie.

## Życiorys
Linde studiował w latach 1931–1936 w Wyższej Szkole Technicznej w Karlsruhe jako uczeń O. E. Schweizera. Do 1939 pracował u prywatnych architektów i w administracji w Emmendingen i Baden-Baden, po czym został miejskim radcą budowlanym w Lahr/Schwarzwald. W 1947 był założycielem biura projektowego dla odbudowy Uniwersytetu we Fryburgu, współpracował w nim z oddelegowanym przez francuskie władze okupacyjne Auguste Perretem.
W 1948 Linde wygrał konkurs na odbudowę Kaiserstraße i centrum miasta Karlsruhe, a w roku 1953 na odbudowę Kościoła Miejskiego w tym samym mieście. Od 1951 był szefem administracji budowlanej Południowej Badenii. W 1957 został krajowym radcą budowlanym powstałej ze zjednoczenia trzech krajów związkowych Badenii-Wirtembergii, jednak w 1960 odszedł ze stanowiska, aby objąć profesurę w katedrze urbanistyki Uniwersytetu w Stuttgarcie; w 1962 przeniósł się do nowo założonej katedry planowania szkół wyższych, której kierownikiem pozostał do przejścia na emeryturę w 1976. Równolegle ze sprawowaniem profesury nadal pracował dla ministerstwa finansów Badenii-Wirtembergii oficjalnie jako rzeczoznawca, faktycznie jednak nadal sprawując zwierzchnictwo nad inwestycjami budowlanymi kraju związkowego. Do odejścia ze służby państwowej w 1971 Horst Linde zrealizował wiele obiektów użyteczności publicznej, w tym szpitale, szkoły, budynki administracji rządowej i całe osiedla. Jednocześnie z pracą dla urzędów i uniwersytetu pracował na zleceniami prywatnymi, m.in. zbudował kilka kościołów.
W 1953 Linde był członkiem jury konkursu na Teatr Narodowy w Mannheim i orędownikiem projektu Miesa van der Rohe, także po jego odrzuceniu. Pisał o nim z entuzjazmem: Ten teatr będzie forum jednoczącym nowoczesne społeczeństwo. Po pierwszym posiedzeniu jury w marcu tegoż roku został z niego z niewyjaśnionych przyczyn wykluczony. Choć wpływy Miesa w architekturze Lindego są wyraźne, to wypracował on własny styl, który można zaliczyć do krytycznego modernizmu, wrażliwie łączący dziedzictwo przeszłości z wizją nowoczesnego miasta. Nowoczesne materiały stosuje w sposób plastyczny i malowniczy (np. schody kręte), przy kształtowaniu wnętrz ściśle współpracuje z artystami i rzemieślnikami, a wymogów nowoczesności nie traktuje w sposób dogmatyczny. Sam mówił w początku XXI w. o swojej architekturze, że miała być funkcjonalna, co odpowiadało duchowi i potrzebom czasu, jednocześnie nie miała za zadanie uwiecznienia architekta.

## Życie prywatne
Horst Linde jest synem architekta Ottona Lindego. W marcu 1962 Linde ożenił się z młodszą o dwanaście lat dziennikarką. Mieszka we Fryburgu Bryzgowijskim w zbudowanym wedle własnego projektu domu.

## Odznaczenia
- 1952 – Krzyż Zasługi na Wstędze Republiki Federalnej Niemiec
- 1957 – Doktor honoris causa wydziału medycyny (Dr. med. h.c.) Uniwersytetu we Fryburgu[5]
- 1962 – Nagroda im. Fritza Schumachera[6]
- 1977 – Medal Zasługi Kraju Badenia-Wirtembergia[7]
- 1982 – Krzyż Zasługi I Klasy Republiki Federalnej Niemiec[7]
- 1990 – Senator honorowy Uniwersytetu we Fryburgu[8]
- 2004 – Senator honorowy Akademii Sztuk Plastycznych w Stuttgarcie[9]

## Dzieła
- 1935 – wieża widokowa i pamiątkowa w Tribergu[10]
- 1950 – dom własny we Fryburgu Bryzgowijskim[4]
- 1953–1954 – katolicki kościół kliniki uniwersyteckiej we Fryburgu Bryzgowijskim pod wezwaniem Ducha Świętego
- 1953–1956 – wnętrze ewangelickiego Kościoła Miejskiego przy Rynku w Karlsruhe
- 1952–1954 – ewangelicki kościół św. Ludwika we Fryburgu Bryzgowijskim[11] (z Rudolfem Diehmem, Heinem i Hermannem Hampem)
- 1957–1961 – Parlament Krajowy (Landtag) Badenii-Wirtembergii w Stuttgarcie (z Kurtem Viertelem oraz Erwinem Heinlem)[4][12]
- 1958–1961 – odbudowa zamku w Stuttgarcie na siedzibę Rządu Krajowego[13] (z Walterem Rossowem)
- budynki uniwersytetów we Fryburgu[14], Stuttgarcie-Hohenheim, Tybindze, Mannheim, Karlsruhe, Konstancji i Ulm[4]
- 1967–1968 – ewangelicka kaplica im. Michała w Baden-Baden-Ebersteinburg (także projekt wyposażenia wnętrza z ołtarzem, amboną i chrzcielnicą)[15]
- 1964–1970 – Wirtemberska Biblioteka Krajowa w Stuttgarcie[16]
- 1985–1990 – przebudowa i rozbudowa domu gościnnego rządu federalnego w Petersberg koło Bonn[4][17] (z Gernotem Kramerem i Rudolfem Wiestem)

## Publikacje
Horst Linde Hochschulplanung: Beiträge zur Struktur- und Bauplanung, Düsseldorf, tom 1: 1969, tomy 2 i 3: 1970, tom 4: 1971